# Kuchary Borowe
Kuchary Borowe (prononciation : [kuˈxarɨ bɔˈrɔvɛ]) est un village polonais de la gmina de Rychwał dans le powiat de Konin de la voïvodie de Grande-Pologne dans le centre-ouest de la Pologne.
Il se situe à environ 6 kilomètres à l'ouest de Rychwał (siège de la gmina), à 19 kilomètres au sud-ouest de Konin (siège du powiat) et à 88 kilomètres au sud-est de Poznań (capitale régionale).

## Histoire
De 1975 à 1998, le village faisait partie du territoire de la voïvodie de Konin.

Depuis 1999, Kuchary Borowe est situé dans la voïvodie de Grande-Pologne.